# Jag sjunga vill om Jesus
Jag sjunga vill om Jesus är en psalm skriven av Lilly Lundequist 1899 med musik av F. Hörlbacher. 
Psalmen finns i en annan form "Min sång skall bli om Jesus" "My song shall be of Jesus" av Fanny Crosby. troligen är Lilly Lundequist påverkad av denna text i dess svenska och engelska form.

## Publicerad i
- Lova Herren 1988 som nr 35 under rubriken "Guds son och återlösningen".